# Cerrone IV
Pour les articles homonymes, voir Cerrone.
Albums de Cerrone
Supernature
(1977) Angelina (Cerrone V)
(1979)
Cerrone IV : The Golden Touch est un album studio composé et produit par Marc Cerrone en 1978. Il a été enregistré au Studios Trident, dans le centre historique de Londres sur un enregistreur 48 pistes.

## Liste des morceaux

### Face A
1. Je suis Music 7:48 (Cerrone)
2. Rocket in the Pocket 7:20 (Cerrone)

### Face B
1. Look for Love 10:10 (Cerrone, Don Ray)
2. Music of Life 6:30 (Cerrone)

## Référence catalogue
Label Warner Music, mais en France (SACEM), sorti sous le label Malligator Records (773 807) fondé par Cerrone.